# میلکا سینگ
میلکا سینگ (نامشخص بودن تاریخ تولد، بین سالهای ۱۹۲۹ و ۱۹۳۵)،  که با نام سیک پرنده نیز شناخته می‌شود، دونده دو و میدانی سابق هند است که هنگام خدمت در ارتش هند به این ورزش معرفی شد. وی تنها ورزشکار هندی بود که موفق به کسب مدال طلای انفرادی دو و میدانی در بازی‌های کشورهای همسود شد تا اینکه کریشنا پونیا موفق به کسب مدال طلای دیسک در بازی‌های مشترک المنافع ۲۰۱۰ شد. وی همچنین در بازی‌های آسیایی ۱۹۵۸ و ۱۹۶۲ مدال طلا گرفت. او نماینده هند در بازی‌های المپیک تابستانی ۱۹۵۶ در ملبورن، بازی‌های المپیک تابستانی ۱۹۶۰ در رم و بازی‌های المپیک تابستانی ۱۹۶۴ در توکیو بود. وی به پاس قدردانی از موفقیت‌های ورزشی خود، پادما شری، چهارمین افتخار عالی غیرنظامی هند، را دریافت کرد.
مسابقه ای که سینگ را بیشتر به خاطر می‌آورند، کسب مقام چهارم او در فینال دو ۴۰۰ متر در بازی‌های المپیک ۱۹۶۰ است که به عنوان یکی از محبوب ترین‌ها وارد آن مسابقات شده بود.
سینگ به یک نماد ورزشی در کشورش تبدیل شده‌است. در سال ۲۰۰۸، روزنامه‌نگار روهیت بریجنات، سینگ را به عنوان «بهترین ورزشکاری که هند تولید کرده‌است» توصیف کرد. در ژوئیه ۲۰۱۲، ایندیپندنت گفت که «با احترام‌ترین ورزشکار المپیک هند یک بازنده مغرور است».

## اوایل زندگی
میلکا سینگ در پاکستان سابق پیش از جدایی از هند در ۲۱ نوامبر 1929 در یک خانواده راجپوت از طایفه راتور به دنیا آمد. محل تولد وی گووینپورا، دهکده ای در ۱۰ کیلومتر (۶٫۲ مایل) از شهر مظفرگره در ایالت پنجاب، هند انگلیس (منطقه مظفرگره فعلی، پاکستان) بود. وی یکی از ۱۵ خواهر و برادر باقی مانده بود که هشت نفر از آنها قبل از تقسیمات هند کشته شدند. او هنگام تقسیمات یتیم شد، وقتی پدر و مادرش، یک برادر و دو خواهر او در خشونت‌های بعدی کشته شدند او شاهد این قتل‌ها بود.

## حرفه
وی نماینده هند در مسابقات ۲۰۰ و ۴۰۰ متر بازی‌های المپیک ۱۹۵۶ ملبورن بود. بی تجربگی او باعث شد که او از مراحل ابتدایی صعود نکند، اما دیدار با قهرمان نهایی ۴۰۰ متر در آن بازی‌ها، چارلز ینکینز سینیور، او را به کارهای بزرگ ترغیب کرد و اطلاعاتی در مورد روش‌های تمرین به او داد.
میلکا سینگ به دلیل موفقیت‌های خود در بازی‌های آسیایی ۱۹۵۸ از درجه سپوی به افسر درجه یک ارتقا یافت. او بعداً به عنوان مدیر ورزش در وزارت آموزش و پرورش پنجاب منصوب شد، که در سال ۱۹۹۸ در آن سمت بازنشسته شد.

## سوابق و افتخارات

### جوایز
| S. خیر | مدال | رویداد                     | دسته‌بندی    |
| ------ | ---- | -------------------------- | ----------- |
| ۱      | طلا  | بازی‌های آسیایی ۱۹۵۸        | ۲۰۰ متر     |
| ۲      | طلا  | ۱۹۵۸ بازی‌های مشترک المنافع | ۴۴۰ یارد    |
| ۳      | طلا  | بازی‌های آسیایی ۱۹۶۲        | ۴۰۰ متر     |
| ۴      | طلا  | بازی‌های آسیایی ۱۹۶۲        | رله 4X400 M |
| ۵      | نقره | بازی‌های ملی ۱۹۶۴ کلکته     | ۴۰۰ متر     |

### افتخارات
| S. شماره | افتخار و احترام | سال  |
| -------- | --------------- | ---- |
| ۱        | پادما شری       | ۱۹۵۹ |

## توضیحات
1. ↑  There are different records for his birth date. Records in Pakistan note it as 20 November 1929. Other records note it as 17 October 1935 and 20 November 1935. The birthdate has been written as 20 November 1932, on his passport.